# Llibertat
|  | Per a altres significats, vegeu «Llibertat (desambiguació)». |

La llibertat guiant el poble.

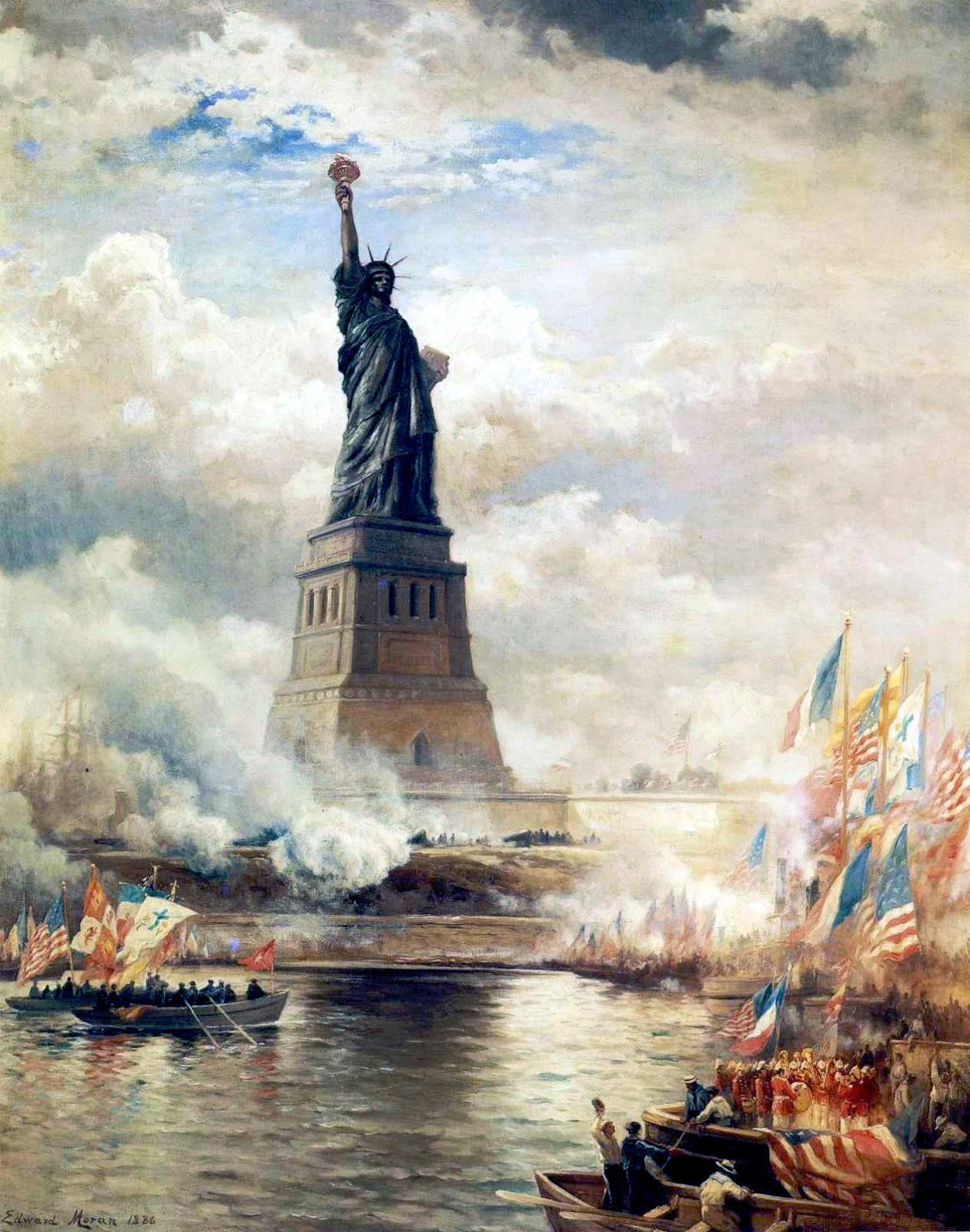
Inauguració de l'Estàtua de la Llibertat a Nova York l'any 1886, obra d'Edward Moran

La llibertat (del llatí libertas) és la capacitat d'escollir. És una idea que inclou el no estar sotmès a un subjecte diferent d'un mateix, autoritat, poder que estableixi una alienació, deure, disciplina o qualsevol condició no establerta pel mateix subjecte. Designa la facultat de la persona humana que li permet decidir portar a terme una determinada obra o no portar-la a terme. En altres paraules, cosa que permet a la persona humana decidir si vol fer quelcom o no, el fa lliure, però també responsable dels seus actes.
El lliure albir és un concepte que ha estat discutit durant centenars d'anys, especialment en contextos filosòfics i religiosos. Sol prendre el seu ple sentit en oposició a conceptes tals com: esclavitud, subjecció i opressió o determinisme entre d'altres.
Altres conceptes relacionats amb la llibertat en general són les llibertats cíviques, que són respectades o no per diferents tipus de govern. A diferència de la llibertat a seques, la llibertat cívica és la capacitat de fer actes que no estan inclosos en un determinat sistema penal d'un estat. Aquests actes inclouen el dret de reunió i associació, la possibilitat de convocar manifestacions o votar, la llibertat d'exercir públicament una religió o defensar les pròpies idees.

## Distinció entre llibertat positiva i llibertat negativa
John Stuart Mill (1806–1873), en el seu treball, Sobre la llibertat, va ser el primer en reconèixer la diferència entre la llibertat d'actuar a voluntat i la llibertat d'absència de coacció. La primera fa referència a l'habilitat de fer el que un vol i el que un té el poder de fer (en anglès, freedom), mentre que la segona es refereix a l'absència de restriccions arbitràries i té en compte els drets de tots els involucrats. Com a tal, l'exercici de la llibertat és subjecte a la capacitat i limitada pels drets dels altres.
Isaiah Berlin (1909 – 1997), en el seu llibre Dos conceptes de llibertat, va formular les diferències entre aquestes dues perspectives com la distinció entre dos conceptes oposats de llibertat: la llibertat positiva i la llibertat negativa. La primera es refereix a la llibertat que prové de la mateixa persona, mentre que la segona designa una condició negativa en la qual un individu no és víctima de la tirania o de l'exercici arbitrari de l'autoritat.
Gerard MacCallum (1925 – 1987) es va oposar a aquest concepte dicotòmic sobre la llibertat. Considerava que no servia com a classificació ja que totes les llibertats tenen tant la part positiva com la negativa i que era excessivament simplificadora. En conseqüència, va proposar una definició sintètica sobre la llibertat que resumeix el concepte en una única fórmula triàdica.

## Fórmula triàdica
Gerald MacCallum defineix el concepte de llibertat amb la fórmula triàdica que relaciona tres elements: un subjecte (x), una restricció (y) i un objectiu (z). El filòsof considera que totes les afirmacions sobre la llibertat tenen aquesta forma i que les diferents opinions sobre la llibertat tenen a veure amb la consideració que es dona a cadascun dels tres elements.
X és (o no és) lliure enfront de y per fer (no fer, convertir-se en, o no convertir-se en) z.

## Religió
El cristianisme lliga aquesta facultat a l'ànima, és un dels atributs humans regalats per Déu. Déu va permetre triar l'home (encara que ell sap per endavant què triarà) i, per tant, després de la mort li pot demanar comptes per les seves accions i condemnar-lo a l'Infern o elevar-lo al Paradís. La majoria de religions tenen creences semblants, que lliguen la llibertat a un do diví i al destí de la persona després de morta.

## Sobre la negació ideològica de la llibertat
Encara que l'existència de la llibertat sembla innegable a primera vista, hi ha hagut al llarg de la història alguns pensadors que han afirmat que la llibertat no existeix realment, que el que creiem veure com a llibertat no és sinó una ficció empírica, i que la necessitat i un cert determinisme governen tota la realitat: des dels fenòmens físics i químics fins a les accions humanes.
Així, per exemple, diversos pensadors religiosos afirmen que Déu regeix tots els fets de la realitat, i que la necessitat és omnipresent. En el cas de Spinoza, els éssers humans no som sinó una extensió (un "mode") de la divinitat, i, com a tals "modes" que presumptament som, no podem fer més que sotmetre'ns a la substància divina (ni tan sols podem mentalment crear-nos idees que ens facin una autèntica resistència a la voluntat divina...).
Però no totes les ideologies que neguen la llibertat són religioses. El materialisme atomista (propi de Leucip, Demòcrit, Epicur, i altres pensadors) nega (almenys en la seva versió més estricta), la llibertat: els àtoms [sigui o no sota l'observació d'un déu que no intervé gens en la realitat] xoquen i xoquen contínuament en un univers buit i "silenciós". El materialisme de Leucip, pel que hom sap d'aquest, potser és la doctrina que més nega la llibertat humana. En el materialisme atomista (no necessàriament de mentalitat atea) el moviment dels àtoms, etern i sense final, "no rep variacions per la llibertat humana". [En realitat, però, potser cap materialista portà la negació de la llibertat fins als seus extrems radicals; en tot cas, Epicur, tot i el seu pensament evidentment materialista, afirma la llibertat humana, que permet a l'home obtenir el plaer ("doncs, per la desviació del clinàmen, els àtoms es poden desviar del seu moviment")].
No obstant això, en general, els pensadors religiosos admeten l'existència de la llibertat. Entre els pensadors religiosos que més admeten la llibertat humana, i que més tracten del problema de la llibertat humana i de l'obediència a la divinitat, un dels més remarcables és Sant Agustí. Per Sant Agustí, l'home és una criatura (i no "un mode") de la divinitat, i, com a tal, pot (tot i que no li convé gens) desobeir a la divinitat i "pecar contra ella".

## Tipus de llibertat
- Llibertat d'expressió: tal com indica el seu nom, es tracta de la llibertat per difondre pensaments, idees o opinions.
- Llibertat d'opinió: possibilitat de tenir una postura diferent de la resta i d'expressar-la sense cap tipus d'inconvenient.
- Llibertat religiosa o de culte: professar qualsevol religió o creença lliurement.
- Llibertat d'associació: defensa la possibilitat que les persones es reuneixin per tractar algun tema.
- Llibertat de manifestació: capacitat d'expressar en públic idees polítiques.[6]